# Guenjeaül
Guenjeaül (en rus: Генжеаул) és un poble de la república del Daguestan, a Rússia. Segons el cens del 2010 tenia 779 habitants.